# Christoph Dieckmann (Beachvolleyballspieler)
Christoph Dieckmann (* 7. Januar 1976 in Bonn, Deutschland) ist ein ehemaliger deutscher Beachvolleyballspieler und aktiver Trainer.

## Karriere
Christoph Dieckmann begann 1989 mit dem Volleyball in der Halle. 1994 wechselte er zum Beachvolleyball. Bis zum Jahr 2000 spielte er zusammen mit seinem Zwillingsbruder Markus Dieckmann. Die Brüder wurden 1998 und 2000 deutscher Vizemeister.
Von 2002 bis 2005 bildete Christoph Dieckmann ein Duo mit Andreas Scheuerpflug, das im ersten Jahr das Finale um die deutsche Meisterschaft erreichte. In den nächsten beiden Jahren holten sie den nationalen Titel. 2004 belegten sie außerdem den dritten Platz beim World-Tour-Turnier in Klagenfurt und den neunten Rang bei der Europameisterschaft in Timmendorfer Strand. Ihren größten Erfolg feierten sie als Fünfter der Olympischen Spiele in Athen. 2005 reichte es national nicht zur Titelverteidigung. Dafür gab es zwei World-Tour-Siege in Shanghai und Klagenfurt, einen vierten Rang bei der EM in Moskau und Platz 13 bei der Weltmeisterschaft in Berlin.
Anschließend kam Dieckmann mit Julius Brink zusammen. Das Duo, das von Bernd Schlesinger, Andreas Künkler und Markus Dieckmann trainiert wurde, gewann im ersten gemeinsamen Jahr die deutsche Meisterschaft, wurde in Den Haag Europameister und siegte bei der World Tour in Espinho und Vitória. 2007 verteidigten Brink/Dieckmann ihren nationalen Titel. Sie wurden Neunter bei der EM in Valencia und belegten den 17. Platz bei der Weltmeisterschaft in Gstaad. Außerdem gewannen sie zwei CEV-Turniere. Bei der World Tour 2008 waren sie in Barcelona erfolgreich und belegten zweimal den zweiten Rang. Als bestes deutsches Team qualifizierten sie sich für die Olympischen Spiele in Peking, wo sie allerdings als Gruppenletzter nach der Vorrunde ausschieden.
Trotzdem verteidigte Dieckmann seinen Titel als deutscher Beachvolleyballer des Jahres. Bei der deutschen Meisterschaft misslang mit einer 1:2-Niederlage gegen David Klemperer und Eric Koreng die Titelverteidigung. Zum Ende der Saison 2008 gaben Brink/Dieckmann bekannt, dass sie in Zukunft getrennte Wege gehen würden. Dieckmanns neuer Spielpartner für die Saison 2009 sollte Kay Matysik sein, welcher sich nahezu zeitgleich (ebenfalls aus persönlichen Gründen) von Stefan Uhmann trennte.
Im Juni 2009 beendete Christoph Dieckmann seine aktive Karriere auf Grund von Knieproblemen.
Von Herbst 2009 bis Oktober 2012 war Dieckmann griechischer Nationaltrainer u. a. für das griechische Frauen-Nationalteam Maria Tsiartsiani/ Vasiliki Arvaniti. Zugleich betreute er das deutsche Duo Katrin Holtwick/Ilka Semmler. Von November 2012 bis August 2024 war Dieckmann einer der beiden Nationaltrainer der Schweizer Beachvolleyballerinnen und betreute dabei zuletzt die Duos Nina Brunner/Tanja Hüberli sowie Esmée Böbner/Zoé Vergé-Dépré. Seit September 2024 ist er Chef-Bundestrainer Beachvolleyball beim Deutschen Volleyball-Verband.

## Privates
Christoph Dieckmann ist der Sohn der früheren Bonner Oberbürgermeisterin Bärbel Dieckmann und des früheren NRW-Justiz- und Finanzministers Jochen Dieckmann (beide SPD). Dieckmann ist mit der griechischen Beachvolleyballspielerin Maria Tsiartsiani verheiratet.  Die beiden haben seit 2013 eine Tochter Sophia sowie seit 2017 einen Sohn Aris und leben in Thessaloniki.